# Marea Moschee din București
Marea Moschee din București a fost un proiect al Guvernului României. Imobilul urma sa fie construit bulevardul Expoziției nr. 22-30, în urma unor discuții între România și Turcia. Terenul în suprafață de 11.295 de metri pătrați a fost atribuit în acest sens în folosința gratuită a Muftiatului Cultului Musulman din România prin hotărârea de guvern nr. 372/2015, adoptată de Guvernul Victor Ponta.
În anul 2018 proiectul a fost abandonat. Dreptul de folosință gratuită în favoarea Muftiatului Cultului Musulman din România asupra terenului prevăzut în hotărârea de guvern nr. 372/2015 a fost revocat prin hotărârea de guvern 873/2018.